# Chassalia elliptica
Chassalia elliptica là một loài thực vật có hoa trong họ Thiến thảo. Loài này được (Ridl.) A.P.Davis mô tả khoa học đầu tiên năm 2008.